# NGC 746
NGC 746 est une petite galaxie irrégulière de type magellanique relativement près du Groupe local. Elle est située dans la constellation d'Andromède. NGC 746 a été découverte par l'astronome américain Lewis Swift en 1885.

## Caractéristiques
Sa vitesse par rapport au fond diffus cosmologique est de 476 ± 16 km/s, ce qui correspond à une distance de Hubble de 7,02 ± 0,55 Mpc (∼22,9 millions d'al).
À ce jour, une mesure non basée sur le décalage vers le rouge (redshift) donne une distance d'environ 21,400 Mpc (∼69,8 millions d'al). Cette valeur est à l'extérieur des valeurs de la distance de Hubble, mais elle est probablement plus près de la distance réelle de cette galaxie, la loi de Hubble-Lemaître étant peu fiable pour les galaxies rapprochées.
La classe de luminosité de NGC 746 est V-VI et elle présente une large raie HI.